# Nictibi gros
El nictibi gros (Nyctibius grandis) és una espècie d'ocell de la família dels nictíbids (Nyctibiidae) que habita la selva humida i altres zones boscoses de l'est de Guatemala i d'Hondures, Nicaragua, Costa Rica, Panamà, nord i est de Colòmbia, Veneçuela, Guaiana, est de l'Equador i del Perú, nord de Bolívia i oest, est i sud-est del Brasil.